# Villa de May
La villa de May, sise avenue Charles-II comte de Provence, à côté du collège Jean-Cocteau, à Beaulieu-sur-Mer.

## Présentation
La villa de May a été construite en 1826 par André François de May. Le bâtiment est de style néo-classique. Il est rectangulaire et comprend trois niveaux. Deux pièces du rez-de-chaussée sont décorées de peintures murales représentant des paysages. Un plafond peint décore deux pièces du premier étage. Au troisième niveau a été peint un décor illustrant le jugement de Pâris.
En 1842, la villa n'est plus habitée que par les métayers du domaine. La villa est rachetée par la commune en 1967 pour y installer un musée.
En 2013-2014, la villa fut entièrement restaurée pour y installer un conservatoire intercommunal de musique.
Le conservatoire intercommunal de Musique est inauguré le 15 novembre 2014
La villa a été inscrite au tire des monuments historiques le 25 janvier 1980.

## La famille de May à Villefranche-sur-Mer
La famille de May est installée à Villefranche-sur-Mer depuis au moins le XVe siècle. Un acte notarié, à la date de 1491, cite un Barthélémy Demay de Villefranche.
En 1555, on trouve un Marc Demay, vinaigrier, payé pour faire la garde à Saint-Elme.
Au XVIIe siècle, la famille de May est bien connue à Villefranche. Charles-Emmanuel II envoie des lettres patentes en date du 25 juillet 1649 à Benoît de May dans lesquelles il reçoit le titre de « vassal ». Une branche de la famille est anoblie.
Ignace du May, né en 1720, co-syndic de Villefranche, en 1773, père des suivants.
La famille de May va alors se distinguer dans la carrière des armes :
- Gaétan Jean de May, né à Villefranche en 1759, se distingue à la bataille de Malfatano contre les barbaresques, en 1811. Il termine sa carrière comme commandant d'arme auprès du prince de Monaco ;
- Charles Louis de May, frère du précédent, né en 1757, commandant de la citadelle Saint-Elme de Villefranche-sur-Mer, décoré de l'ordre des Saints-Maurice-et-Lazare ;
- André François de May était né en 1785, mort en 1854, fils de Charles Louis, chef d'état-major général de la division de Coni en 1827 et lieutenant-général. Il est commandeur de ordre des Saints-Maurice-et-Lazare. Il s'est marié avec Françoise Garidelli di Qincinetto. Le roi Charles-Félix lui a conféré le titre de comte en 1830.

Le vicomte François de May (1834-1914). Il participe avec Hippolyte Marinoni à la création de la commune de Beaulieu, en 1891,. Il est maire de Beaulieu de 1900 à 1904.
Son fils, François de May (1897-1984), est maire de Beaulieu de 1928 à 1940, puis de 1947 à 1959.
La famille de May a été un grand propriétaire terrien à Villefranche.